# 昆圖斯·塞維利烏斯·普登斯
昆圖斯·塞維利烏斯·普登斯（Quintus Servilius Pudens）是二世紀的一位羅馬元老院成員，180年左右曾擔任非洲的資深執政官。她與皇帝盧基烏斯·維魯斯的妹妹凱奧妮亞·普勞提雅結婚，有一個女兒塞薇莉婭（Servilia）。透過塞薇莉婭，普登斯是戈爾迪安三世的先祖之一。